# (24958) 1997 SS31
1997 أس أس 31 (ويعرف أيضًا باسم (24958) 1997 أس أس 31 وفق تسمية الكوكب الصغير) (بالإنجليزية: 1997 SS31)‏ هو كويكب ضمن حزام الكويكبات؛ وترتيبه 24958 من حيث الاكتشاف.
اكتُشف هذا الجُرم الفلكي بواسطة Frank B. Zoltowski ‏ في 28 سبتمبر 1997.

## وصلات خارجية
- (24958) 1997 SS31 في قاعدة بيانات مختبر الدفع النفاث لأجرام النظام الشمسي الصغيرة

- الاكتشاف · مخطط المدار ·  العناصر المدارية · المعلمات المادية

- (24958) 1997 SS31 على موقع ويكي سكاي: DSS2, SDSS, GALEX, IRAS, Hydrogen α, X-Ray, Astrophoto, Sky Map, Articles and images